# Charles-Marie Dulac
Charles Dulac, o Charles-Marie Dulac, (París, 26 de noviembre de 1866-ibidem, 29 de diciembre de 1898) fue un pintor y litógrafo francés.
Una crisis mística trastornó su vida y su obra, que a menudo se considera cercana a los simbolistas e idealistas.

## Biografía

### Infancia y formación: 1866-1890
Charles Dulac nació el 26 de noviembre de 1866 en el XI distrito de París, de padre comerciante, Balthasar Dulac, y madre de origen alsaciano. Poco se sabe sobre su educación. Henry Cochin, historiador del arte y diputado del Norte, muy activo en los círculos intelectuales católicos y que lo apoyó durante su corta vida, escribió en 1899 en In memoriam Dulac: «Dulac […] fue pintor de vocación. Desde su infancia, cuando estudiaba en la escuela primaria como un alumno disipado, solo disfrutó de las líneas y los colores. Dibujaba con naturalidad y solo pensaba en dibujar. Su gusto no se vio frustrado: estudió en la Escuela de Artes Decorativas».
El mismo Cochin evoca la muerte prematura del padre, que habría obligado al joven a tener que ganarse la vida. De hecho, Balthasar Dulac murió cuando su hijo tenía veinte años. Mucho antes, y como otros artistas de la época, fue aprendiz, sucesivamente, de pintor decorador de apartamentos, en una casa de empapelado y luego como pintor de decoración, en el estudio de Jean-Baptiste Lavastre. Trabajó en la Ópera de París y en varios teatros. Al mismo tiempo, comenzó a pintar para sí mismo, principalmente naturalezas muertas, conoció a artistas y asistió a talleres de pintores como los de Adrien Karbowsky (1855-1945), Ferdinand Humbert (1842-1934), Henri Gervex (1852-1929) y Alfred Roll (1846-1919), alsaciano como su madre.
Posteriormente, hacia 1890, asistió a los talleres de Pierre Puvis de Chavannes (1824-1898) y Eugène Carrière (1849-1906).
Poco se sabe sobre las primeras obras de Charles Dulac. En la exposición póstuma, organizada en abril de 1899, hay dos bodegones de 1886 y otros dos de 1887, dos Polichinelle y Étude de poissons de 1889. A partir de 1890, hay muchos más lienzos.
Dulac eligió ser un pintor completo. Lejos del academismo, el impresionismo y el realismo, se encuentra entre los artistas que quieren mantener la inquietud por una buena técnica de pintura y dibujo, pero creen que el arte debe expresar una sensibilidad, una visión del mundo. Empezó a exponer cuando surgió un elemento importante para él: una grave intoxicación por plomo por el uso de albayalde durante sus años como decorador artesanal. Le provocó una profunda crisis moral y religiosa. Henry Cochin le da a esta crisis una importancia extrema en su vida como artista: «Hasta la crisis […] Dulac no inició realmente su carrera artística. En el mismo opúsculo, J. K. Huysmans confirma: «Su obra real no se muestra definitivamente hasta su conversión».

### Una carrera temprana sacudida por la enfermedad: 1890-1892
Charles Dulac estuvo presente en los grandes salones en 1890. Según el Diccionario Bénézit, Auguste Marguillier y Jean-David Jumeau-Lafond expuso en los salones desde 1889. Para Marguiller, la obra fue un retrato de una joven. Y especifica: «No solo pinta los cuadros que expone. Trabaja mucho, multiplica los estudios, al óleo, al pastel, a lápiz, donde refleja numerosos viajes a Bretaña, Normandía, Borgoña, Alsacia, el norte de Francia, estudios donde destaca principalmente los sitios cuya amplitud de horizontes y la majestuosidad de las líneas, también a veces su aspecto de intimidad y melancolía, se imponen a su atención, y que pronto servirán de base a composiciones litografiadas en las que su talento acabará dando su plena expresión. Dulac pinta poco sobre el motivo, apenas era un pintor al aire libre que trabajara en la naturaleza. La mayoría de sus lienzos están hechos a partir de bocetos y notas tomadas en el lugar. Algunos paisajes le marcan más que otros y tiende a retomarlos y reinterpretarlos. Los teatraliza, los modifica, los purifica...».
No hay rastro seguro de exposiciones hasta 1890 en el Salón de los independientes de París —abierto desde 1884— y en el Salon du Champ-de-Mars o la Société nationale des beaux-arts (SNBA), creada precisamente en 1890, como disidencia del Salon des artistes français, fundado en 1881. En el Salón de los independientes de París, en 1890, expuso diez cuadros cuya fecha de ejecución no se precisa. Cuatro se refieren a Vézelay y sus alrededores. Otros representan Saint-Julien-le-Pauvre, naturalezas muertas, Raies, dos estudios marinos y una Polichinelle. Expuso diez lienzos en 1891 (incluidos cuatro de Vézelay, vistas de Touques y un retrato), otros diez en 1892, incluidos dos de Vézelay, paisajes nevados en Montmartre, el quai des Célestins y la baie des Trépassés. En el salón de la Société nationale des beaux-arts expuso en 1890 un cuadro, Les poissons, un paisaje en 1891 y otros siete en 1892, entre ellos uno de Vézelay, un retrato de su madre y una vista de Saint-Étienne -du-Mont y de Moissac. Estas exposiciones fueron muy apreciadas por los críticos.
Si hay tantas pinturas que representan la iglesia abacial de Vézelay o sus alrededores, es porque la vuelta de Dulac a la fe se habría producido en Vézelay. Lo único seguro es que estuvo varias veces en el monasterio cerca de la abadía de Sainte-Marie de la Pierre-qui-Vire. Atravesó una profunda crisis mística cuando solo tenía 24 años y su carrera artística se vio transformada.

### Compromiso religioso
Hablando con propiedad, no se trató una conversión, ya que Dulac nació en una familia cristiana y fue bautizado a una edad temprana. Fue un regreso a la fe como tantos que hubo en aquella época, pero intenso. Alteró por completo la forma en que el joven asumió su vida de artista. Henry Cochin menciona que «esto es lo que quiere a partir de ese momento: honrar a Dios en la belleza de sus criaturas. A través de las formas de la naturaleza, busca el pensamiento creativo. Estudia la naturaleza con más fidelidad de la que un realista puede poner en ella, ya que ve en ella obra de la mano divina». Esta nueva forma de concebir su arte florecerá para Dulac dentro de la Société de Saint-Jean pour le développement de l'art chrétien, que fue para él un lugar de formación, encuentro, estímulo y promoción. Inicialmente, fue fundada en 1839 por Henri Lacordaire y quería ser una fraternidad de artistas cristianos preocupados por renovar todas las disciplinas artísticas. En 1872 se creó una nueva Société de Saint-Jean pour l’encouragement de l’art chrétien, reconocida como de utilidad pública en 1878. Siguió evolucionando para cumplir su objetivo: luchar contra la decadencia del arte religioso, reunir a artistas y aficionados, desarrollar los estudios de estética, arqueología, historia, publicar una revista mensual a partir de 1889, Les Notes d’art et d’archéologie, libros, organiza exposiciones, conciertos, premios a artistas y escritores que persiguen los mismos fines. Henry Cochin fue un presidente muy activo desde 1894, y también amigo íntimo de Dulac; lo apoyó, lo alentó, lo exhibió, compró sus cuadros e hizo que sus amigos los compraran. Es en este entorno favorable y protector, al mismo tiempo muy católico, burgués e intelectual, donde Charles-Marie Dulac —alrededor de 1895 comenzó a agregar este «Marie», o una «M» coronada por una pequeña cruz en su firma, y luego a invertir el orden de los nombres a favor de «Marie-Charles»— donde pudo ejercer su arte mientras vivía plenamente su fe. Continuó exponiendo en París y en otros lugares.
En el Salon des Indépendants, participó con seis pinturas en 1893, paisajes nevados y las Ruines du château de Saint-Cloud. En el Salón de la Société nationale des beaux-arts presentó tres cuadros en 1893, dos en 1894, tres en 1897, así como tres grabados, y en 1898, cuatro pequeños cuadros italianos.

### El litógrafo

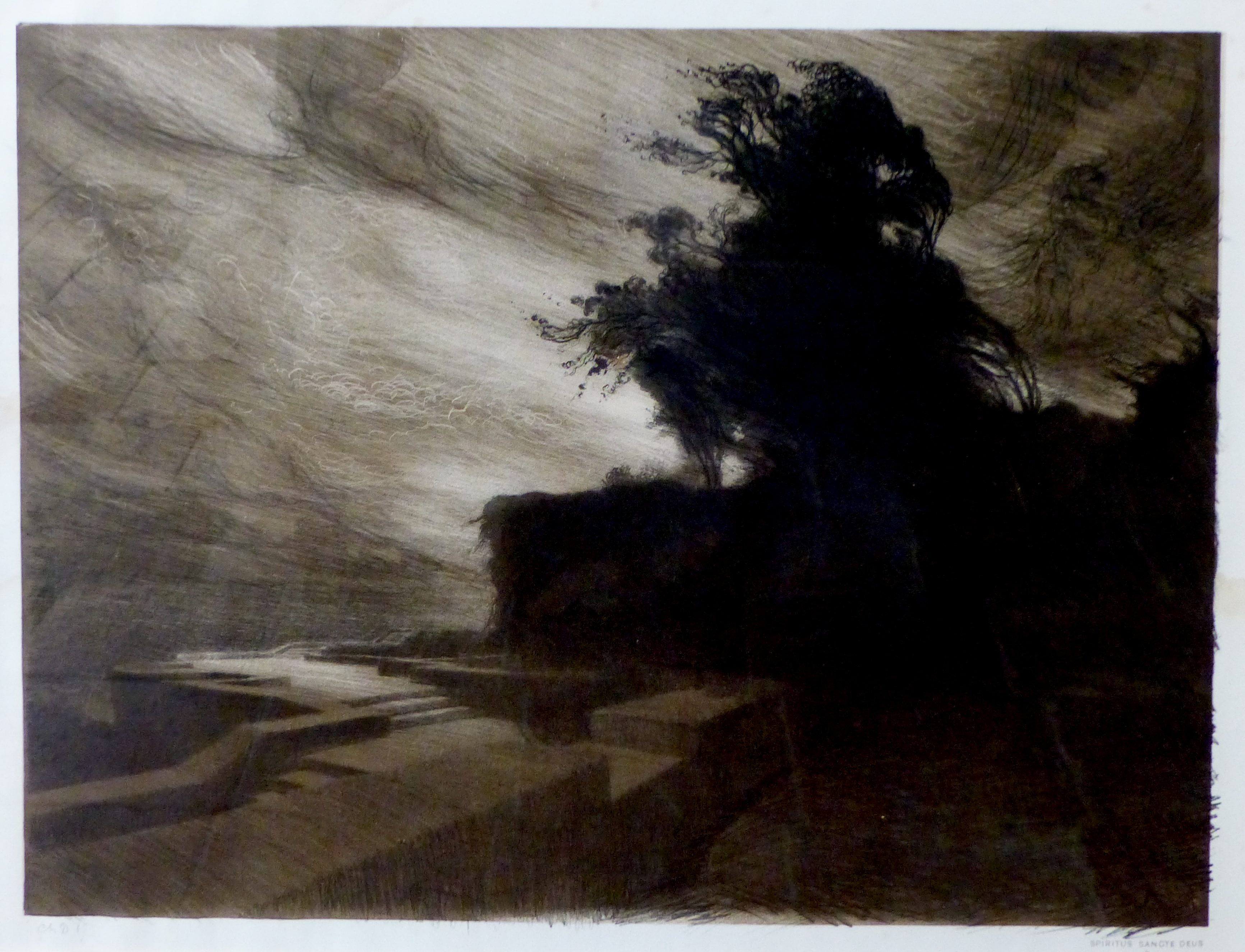
Le Vent, litografía, Avallon, Museo de l'Avallonnais.

Floreció especialmente en los años 1892-1894 en litografía. Su obra litográfica es inseparable de su espiritualidad. Gracias a ella, Charles Dulac aparece en algunas colecciones de los principales museos occidentales. Fue lo que llenó de entusiasmo a Joris-Karl Huysmans, quien la defendió en La Cathédrale (1898) y en numerosos artículos críticos. Dulac realizó sus primeras litografías alrededor de 1892, pero la mayor parte de su obra reside en dos álbumes: Suite de paysages (1893), compuesta por diez planchas, y Le Cantique des Créatures (1894), con nueve planchas. Comenzó una serie aun más explícitamente religiosa, Le Credo, que no pudo completar por razones de salud. Estas litografías representan a menudo paisajes vistos durante sus viajes por Flandes o Vézelay, dramatizados, reinterpretados y revisados. Para Huysmans, convierten al artista en el único pintor verdaderamente religioso de su generación. También en 1894, se publicaron tres litografías en el álbum de la Société des artistes lithographes français y dos en las de L'Estampe originale.
Todas estas obras fueron expuestas en 1896 en la vanguardista galería Le Barc de Boutteville, con un catálogo escrito por Henry Cochin.
Principalmente por estas litografías, algunos críticos e historiadores del arte clasifican al artista entre los simbolistas.

### Viajes a Italia y una correspondencia abundante
De 1896 a 1897, Charles-Marie Dulac ya no siguió una carrera y no se molestó en exponer, excepto para responder a las solicitudes de sus amigos. Solo soñó con viajar a Italia, la mayoría de las veces a lugares de inspiración franciscana, cultivando su pasión por el arte primitivo italiano, cuidando también del calor mediterráneo su cuerpo enfermo. Entonces pintó muchos lienzos pequeños que representan vistas de Asís, Rávena, Florencia y Fiesole, que envió a sus familiares para pagar su viaje. También permaneció en conventos, donde dejó pinturas y escribió muchas cartas a sus amigos, entre ellos Henry Cochin y Pierre Roche, que constituyen testimonios de un alma profundamente mística. Su correspondencia fue publicada por la Société de Saint-Jean en Notes d'art et d'archéologie, en 1904, y en un volumen por Edmond Bloud en 1905.

### Últimos años
El deterioro del estado de salud del pintor, tanto como su deseo de conocer a Joris-Karl Huysmans, le hicieron regresar a París. Hacía algunos años se había convertido en miembro de la Tercera Orden Franciscana. Murió vistiendo su sayal de arpillera en la casa de su madre el 29 de diciembre de 1898 y fue enterrado en París en el cementerio de Père-Lachaise el 2 de enero de 1899. Huysmans le rindió un vibrante homenaje a aquel con quien pensó que podría fundar una comunidad de artistas místicos en Ligugé. En su artículo ya citado cuestiona el significado de la muerte prematura de tan gran pintor, «esperanza mística de la pintura de nuestro tiempo». Y añade: «Dado el estado de imbecilidad y doblez en que languidece el arte religioso moderno, la pérdida de este artista puro desazona».
Sus amigos y coleccionistas organizaron una exposición póstuma en Ambroise Vollard en abril de 1899. Reunió alrededor de un centenar de pinturas y litografías y fue el tema de In Memoriam, de Henri Cochin y Joris-Karl Huysmans. Le seguirán otras exposiciones, cada vez más dispersas y reducidas.
Aún se pueden encontrar referencias a su trabajo en revistas de arte de los primeros años del siglo XX, esencialmente de sus amigos (Huysmans, Cochin, Maurice Denis, Paul Jamot) y se vuelven cada vez más infrecuente a medida que desaparecen.
Charles Dulac está presente en colecciones públicas, entre otras en Francia, Estados Unidos, Reino Unido, Canadá y Nueva Zelanda.

Obras de Charles-Marie Dulac
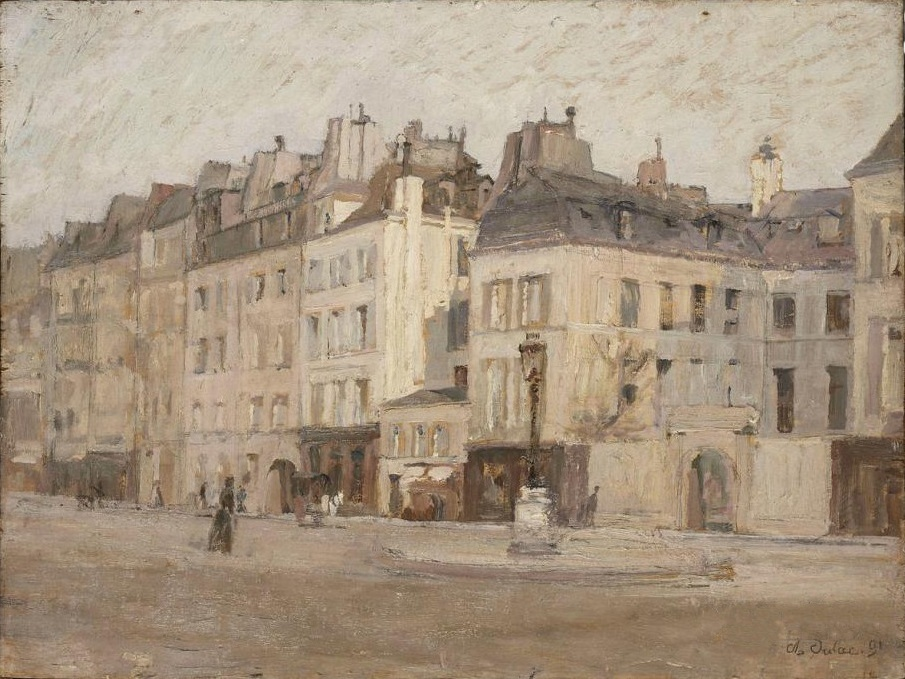
Quai des Célestins (1891), Paris, Museo d'Orsay.
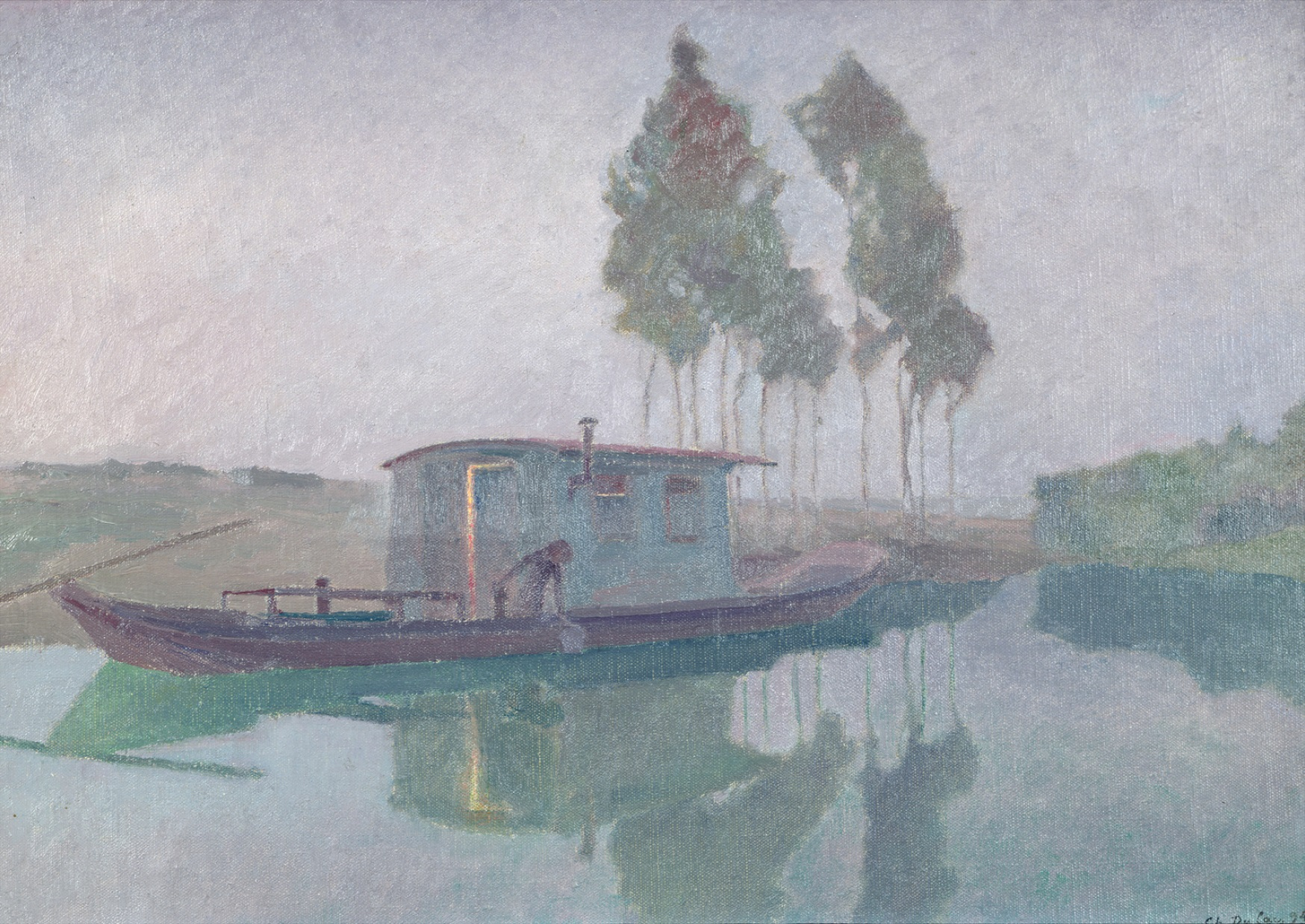
L'Eau et le feu (1894), Paris, Museo d'Orsay.
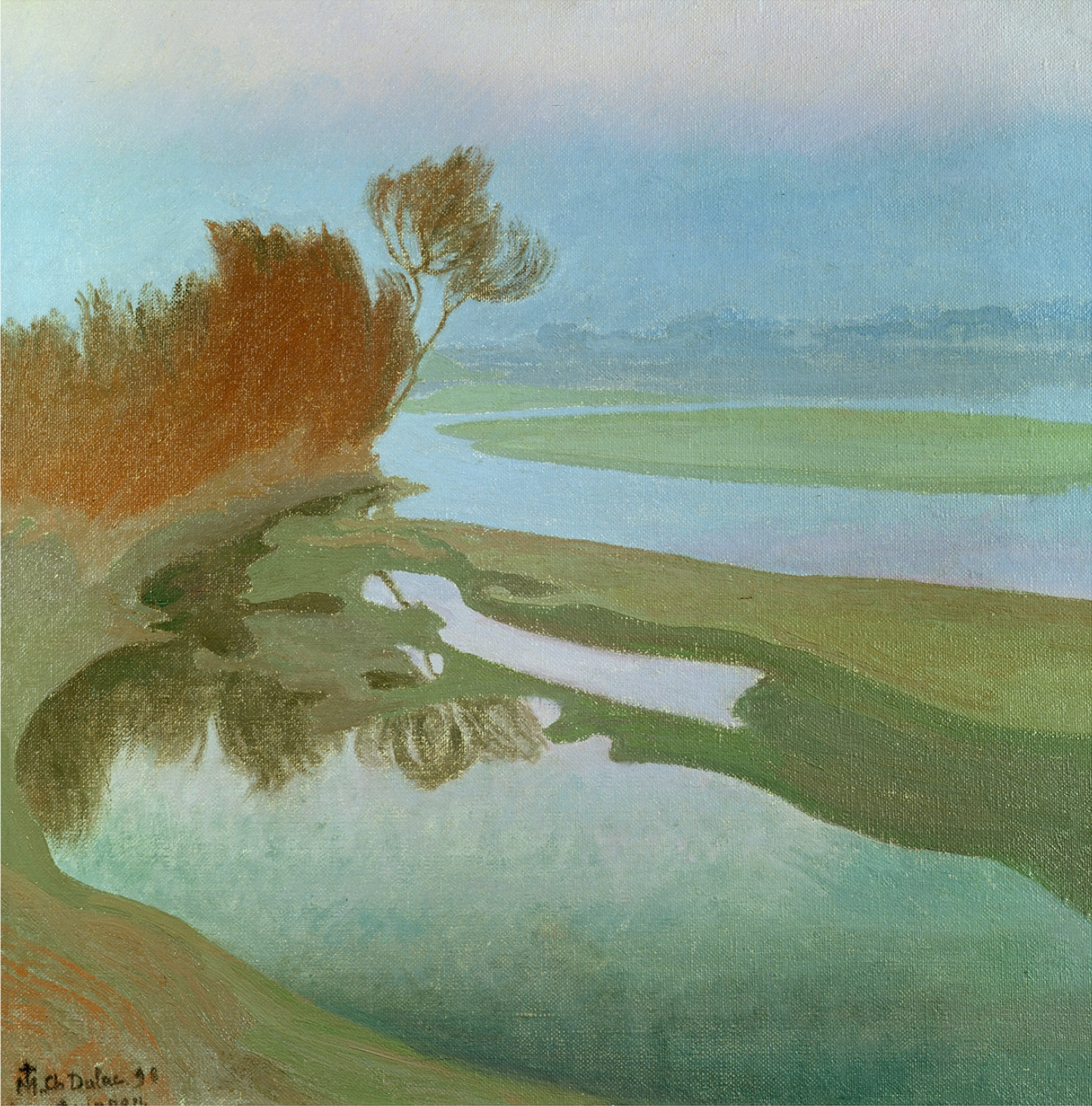
Le Rhône à Avignon (1896), Musée des Beaux-Arts de Brest.

## Exposiciones
Después de la exposición de abril de 1899, se organizaron algunas otras exposiciones en 1906 y 1911 en París en las instalaciones de la Société de Saint-Jean.
- En 1907, en Estrasburgo, donde se retiró su madre, una exposición de homenaje a la Maison d'art alsacienne.
- En 1909, en Düsseldorf, una exposición Charles Dulac, Puvis de Chavannes, Odilon Redon y Armand Point.
- En 1926, se le rindió un homenaje, entre muchos otros artistas fallecidos, durante la exposición «Treinta años de arte independiente» en el Grand Palais de París. El evento celebró a los artistas que, entre 1884 y 1914, participaron en el Salon des Indépendants. Se exhibieron seis cuadros de Dulac, todos prestados por Paul Jamot.
- En 1941, durante la exposición del legado Jamot en el Musée de l'Orangerie de París, algunas pinturas de Dulac estuvieron presentes y citadas en el catálogo establecido por Maurice Denis. Se donaron diez obras al Museo de Bellas Artes de Reims.

Ha estado presente con uno o dos cuadros en alguna muestra colectiva o temática:
- En 1972, una exposición itinerante «Pintores simbolistas franceses», Londres, Liverpool, Madrid, Barcelona (participación del Museo de Bellas Artes de Reims);
- en 1973, Autour de Levy-Dhurmer, Visionnaires et Intimistes, lienzo de Dulac Le Rhône à Aviñón (1898) del Musée des Beaux-Arts de Brest,[9] con un comentario en el catálogo de Jean Lacambre y otra referencia en el catálogo por Jacques Foucart;
- en 1994, exposición itinerante «El simbolismo en Francia», Estocolmo, Oslo, Helsinki, con el Museo de Bellas Artes de Reims;
- en 1994, en la Galería Nacional de Escocia, «De Monet a Matisse»;
- en 1999-2005, «Los pintores del alma», exposición itinerante organizada por Jean-David Jumeau-Laffond;
- en 2009, en el museo de Beauvais, que tiene una rica colección de obras de Dulac, «La nebulosa simbolista»;
- en 2017, en el Musée d'Orsay de París, del 14 de marzo al 25 de junio, «Más allá de las estrellas, el paisaje místico, de Monet a Kandinsky», organizado en colaboración con el Museo de Bellas Artes de Ontario en Toronto;
- en 2017, en Ámsterdam en el museo Van Gogh: «Grabados en París 1900»;[10]
- en 2018, en la Propriété Caillebotte de Yerres: «La puerta de los sueños. Una mirada simbolista», del 7 de abril al 29 de julio.[11]